# Desplatsia
Desplatsia é um género botânico pertencente à família Malvaceae.